# Prijanovići (Požega)
Pour les articles homonymes, voir Prijanovići.
Prijanovići (en serbe cyrillique : Пријановићи) est un village de Serbie situé dans la municipalité de Požega, district de Zlatibor. Au recensement de 2011, il comptait 393 habitants.

## Démographie

### Évolution historique de la population
| 1948 | 1953 | 1961 | 1971 | 1981 | 1991 | 2002 | 2011 |
| ---- | ---- | ---- | ---- | ---- | ---- | ---- | ---- |
| 601  | 624  | 637  | 544  | 550  | 472  | 446  | 393  |

|  |